# RAB1B
RAB1B (англ. RAB1B, member RAS oncogene family) – білок, який кодується однойменним геном, розташованим у людей на короткому плечі 11-ї хромосоми.  Довжина поліпептидного ланцюга білка становить 201 амінокислот, а молекулярна маса — 22 171.
| 10         |  | 20         |  | 30         |  | 40         |  | 50         |
| ---------- |  | ---------- |  | ---------- |  | ---------- |  | ---------- |
| MNPEYDYLFK |  | LLLIGDSGVG |  | KSCLLLRFAD |  | DTYTESYIST |  | IGVDFKIRTI |
| ELDGKTIKLQ |  | IWDTAGQERF |  | RTITSSYYRG |  | AHGIIVVYDV |  | TDQESYANVK |
| QWLQEIDRYA |  | SENVNKLLVG |  | NKSDLTTKKV |  | VDNTTAKEFA |  | DSLGIPFLET |
| SAKNATNVEQ |  | AFMTMAAEIK |  | KRMGPGAASG |  | GERPNLKIDS |  | TPVKPAGGGC |
| C          |  |            |  |            |  |            |  |            |

A: Аланін

C: Цистеїн

D: Аспарагінова кислота

E: Глутамінова кислота

F: Фенілаланін

G: Гліцин

H: Гістидин

I: Ізолейцин

K: Лізин

L: Лейцин

M: Метіонін

N: Аспарагін

P: Пролін

Q: Глутамін

R: Аргінін

S: Серин

T: Треонін

V: Валін

W: Триптофан

Задіяний у таких біологічних процесах як транспорт, транспорт білків, автофагія. 
Білок має сайт для зв'язування з нуклеотидами, ГТФ. 
Локалізований у цитоплазмі, мембрані.